# Sciurini
Sciurini — триба гризунів родини вивіркових. Представники триби природно мешкають у Північній та Південній Америках, в Азії (у тому числі борнейський Rheithrosciurus) та Європі. Sciurus carolinensis інтродукована в ПАР. Це одна з двох триб підродини Sciurinae: Sciurini — деревні тварини, а Pteromyini здатні планерувати. Триба Sciurini містить приблизно 40 видів.

## Роди
- Microsciurus
- Rheithrosciurus
- Sciurus
- Syntheosciurus
- Tamiasciurus

## Викопні
- Douglassciurus — викопний північноамериканський Sciurini з пізнього еоцену (≈36 млн років тому)
- Protosciurus і Miosciurus — північноамериканські Sciurini з олігоцену до раннього міоцену, які можливо, дали початок найбільш ранньому відомому члену Sciurus — S. olsoni з раннього пізнього міоцену (≈10 млн р.т.). У Європі Sciurus (S. olsoni) вперше виявлено на початку пліоцену, S. olsoni походить з Північної Америки.
- Plesiosciurus — середній міоцен Азії. Спочатку описано як такий, що належить Sciurini, але навряд чи належить трибі
- Freudenthalia — міоценові Sciurini з Франції та Іспанії.